# 趙善政 (隆慶進士)
趙善政（1544年—？），字以德，號肖軒，直隸寧國府涇縣人，民籍，明朝政治人物。

## 生平
應天府鄉試第七十五名舉人。隆慶五年（1571年）中式辛未科會試第八十八名，三甲第二百二十六名進士。通政司觀政，授仙居县知县。萬曆元年（1573年）调任東阳县，五年升工部主事，九年养病。十二年补刑部主事，升员外郎，十三年升郎中，恤刑福建，十六年升广东副使，十七年丁父憂，服闋，终母养。

## 家族
曾祖趙僖；祖父趙鈿，壽官；父趙瑎，訓導、渭遠知縣。母左氏。重庆下。弟善庆、善敬、善为、善元。